# Burg Esbeck (Schöningen)
Die Burg Esbeck war eine Burg in Esbeck im Landkreis Helmstedt, deren einstige Form an den Baulichkeiten eines heutigen Gutshofes erkennbar ist.

## Gebäude
Die Burg lag im nordwestlichen Bereich des Dorfes auf einer leichten Anhöhe. Die Burgstelle stellt sich heute als rundes Plateau von etwa 80 Metern Durchmesser dar, auf dem sich im Norden und Westen halbkreisartig angeordnete Wirtschaftsgebäude aus dem 19. Jahrhundert befinden. Sie folgen dem Verlauf der ehemaligen Ringmauer der Burg. Im Osten befindet sich ein zweiflügliges Hauptgebäude, das aus dem 18. Jahrhundert stammt. Durch eine Durchfahrt im Haupthaus gelangt man in den Innenhof. An das dreigeschossige, steinerne Hauptgebäude ist im rechten Winkel ein Fachwerkflügel angebaut. Die gesamte Anlage wird von einem bis zu 14 Meter breiten Wassergraben umgeben.

## Geschichte
Erstmals urkundlich erwähnt wird die Burg Esbeck 1263, als der Bischof von Halberstadt die von Ludolf von Esbeck drei Jahre zuvor erworbene Burg an den Markgrafen Johann von Brandenburg verlehnte. 1322 gehörte die Burg Herzog Otto dem Milden. In den Jahren von 1346 bis 1368 kam es laut dem Lehnsbuch der Braunschweiger Herzöge zu zahlreichen weiteren Verpfändungen der Burg durch Herzog Magnus I. Unter den Pfandnehmern finden sich Günzel von Bartensleben sowie die Gebrüder Paridam und Iwan von dem Knesebeck und die von der Asseburg. 1371 erteilte Herzogs Magnus I. der Stadt Braunschweig das Recht, die Burg Esbeck abzubrechen. Sie blieb aber bestehen und wurde an Adlige verpfändet. Von 1454 bis 1838 befand sich die Burg als Lehen im Besitz der Herren von Hoym. 
Das Aussehen der heutigen Anlage entstand durch Umbauten im 16. Jahrhundert. Nach einem Brand des Herrenhauses im Jahr 1689 wurde es bis auf den Sockel des Erdgeschosses neu aufgebaut. Dabei entstand die Schauseite nach Osten mit einem Mittelrisalit und flachem Giebel. Nach einem weiteren Brand 1869 wurden die Wohngebäude erneuert und der Ostflügel bekam zum Hof hin ein neues Treppenhaus. Als 1906 in Braunschweig Schloss Neu-Richmond abgerissen wurde, erwarb der Besitzer einzelne Bauteile, um diese dem eigenen Schlossgebäude anzugliedern. Dazu gehörte u. a. das die Schauseite noch heute dominierende, achteckige Türmchen. 